# Alex Cross (film)
Az Alex Cross (eredeti cím: Alex Cross) 2012-ben bemutatott amerikai akcióthriller.
A filmet Marc Moss és Kerry Williamson forgatókönyvéből Rob Cohen rendezte, James Patterson író azonos című regénysorozatának Cross című kötete alapján. Ez volt Patterson műveinek harmadik filmes adaptációja, a Morgan Freeman főszereplésével készült A gyűjtő (1997) és A pók hálójában (2001) után. 
A címszerepet ezúttal Tyler Perry alakítja, fontosabb szerepekben feltűnik Matthew Fox, Edward Burns, Jean Reno, Cicely Tyson és Rachel Nichols.
Az amerikai premierre 2012. október 19-én került sor a Lions Gate Entertainment forgalmazásában, Magyarországon november 12-én mutatta be a Fórum Hungary. 
A film jegyeladási és kritikai szempontból is megbukott, így a korábban tervezett folytatása sem valósulhatott meg.

## Cselekmény
Dr. Alex Cross (Tyler Perry) kriminálpszichológus és rendőrhadnagy Detroitban él feleségével, Mariával (Carmen Ejogo) és két gyermekével. Miután megtudja, hogy felesége gyermeket vár, Cross fontolóra veszi egy FBI-os állás elfogadását, mely jobban fizet és kevésbé stresszes jelenlegi munkájánál. Eközben egy rejtélyes férfi (Matthew Fox) részt vesz egy illegális küzdősport-mérkőzésen, elcsábít egy Fan Yau (Stephanie Jacobsen) nevű üzletasszonyt, majd a nőt a lakásán tetrodotoxinnal mozgásképtelenné teszi, megkínozza és testőreivel együtt megöli. 
A bűnügyi helyszínen Cross talál egy szénnel rajzolt vázlatot, amelyet a gyilkos az áldozatáról készített, ezért a nyomozó Picasso névre kereszteli el az elkövetőt. Cross rájön, hogy a következő potenciális áldozat egy német üzletember, Erich Nunemarcher (Werner Daehn). Picassót megzavarják a gyilkosság végrehajtásában, Cross partnere, Tommy Kane (Edward Burns) pedig meglövi a merénylőt, aki ennek ellenére el tud menekülni a helyszínről. A nyomozók kiderítik, hogy Giles Mercier (Jean Reno) milliárdos üzletember élete szintén veszélybe került. 
Megtorlásképpen Picasso az otthonában megtámadja és halálra kínozza Cross és Kane munkatársnőjét, Monica Ashe (Rachel Nichols) nyomozót. A gyilkos ezután egy mesterlövészpuskával a férje szeme láttára Mariával is végez egy étteremben. Egy konferencián Picasso robbantásos merényletet hajt végre Nunemarcher és látszólag Mercier ellen is. Cross és Kane a sorozatgyilkos nyomába ered, egy elhagyatott épületben Cross és Picasso tűzharcba, majd pusztakezes küzdelembe keveredik. Picasso lezuhan és szörnyethal, miközben Kane megmenti Crosst.
Cross rádöbben, hogy Picasso megbízója maga Mercier volt. A pénzügyi nehézségekkel küszködő férfi sikkasztott, megölette túl sokat tudó üzlettársait, egy statisztával megrendezte saját halálát, majd Balira menekült. Cross bosszúból felesége haláláért drogcsempészési ügybe keveri Merciert, akire a helyi törvények értelmében Indonéziában sortűz általi kivégzés vár. Az ügy befejeztével Cross úgy dönt, elfogadja az FBI-os állást és családjával együtt Washingtonba költözik.

## Szereplők
| Színész            | Szerep                     | Magyar hang      |
| ------------------ | -------------------------- | ---------------- |
| Tyler Perry        | Dr. Alex Cross             | Schneider Zoltán |
| Edward Burns       | Tommy Kane nyomozó         | Bozsó Péter      |
| Matthew Fox        | Picasso                    | Széles László    |
| Jean Reno          | Giles Mercier              | Szilágyi Tibor   |
| Carmen Ejogo       | Maria Cross                | Madarász Éva     |
| Cicely Tyson       | Regina "Nana Mama" Cross   | Pálos Zsuzsa     |
| Rachel Nichols     | Monica Ashe nyomozó        | Vadász Bea       |
| John C. McGinley   | Richard Brookwell százados | Rosta Sándor     |
| Werner Daehn       | Erich Nunemacher           | Kapácsy Miklós   |
| Yara Shahidi       | Janelle Cross              |                  |
| Sayeed Shahidi     | Damon Cross                |                  |
| Bonnie Bentle      | Jody Klebanoff nyomozó     |                  |
| Simenona Martinez  | Pop Pop Jones              |                  |
| Stephanie Jacobsen | Fan Yau Lee                | Agócs Judit      |
| Giancarlo Esposito | Daramus Holiday            | Jakab Csaba      |
| Ingo Rademacher    | Ingo Sacks                 |                  |

## Fogadtatás

### Bevételi adatok
A filmet 2539 észak-amerikai moziban mutatták be, az első hétvégén 11 396 768 dolláros bevételt szerzett (filmszínházanként átlagosan 4489 dollárt). Az október 19-25-i héten bevételi szempontból az 5. helyezést érte el. A film az Amerikai Egyesült Államokban összesen 25 888 412, nemzetközileg pedig 8 730 455 dollárt termelt, a 35 milliós költségvetésből készült film összebevétele így csupán 34 618 867 dollár lett.

### Kritikai visszhang
Az Alex Cross bemutatóját lesújtó kritikák követték. A Rotten Tomatoes weboldalon 126 kritikus véleményét összegezve 11%-on áll, az alábbi összefoglaló értékeléssel: „Tyler Perry és Matthew Fox megtett minden tőle telhetőt, de Rob Cohen frusztráló rendezése és egy ízléstelen, lustán megírt forgatókönyv eltiporta őket”.
Perry a 33. Arany Málna-gálán legrosszabb férfi főszereplő kategóriában kapott jelölést.

## Lehetséges folytatás
A film bemutatója előtt bejelentették Patterson Double Cross című regényének megfilmesítését, ismét Perry főszereplésével, a negatív fogadtatás miatt azonban erre nem került sor.

## Fordítás
- Ez a szócikk részben vagy egészben  az   Alex Cross (film) című angol Wikipédia-szócikk fordításán alapul.  Az eredeti cikk szerkesztőit annak laptörténete sorolja fel. Ez a jelzés csupán a megfogalmazás eredetét és a szerzői jogokat jelzi, nem szolgál a cikkben szereplő információk forrásmegjelöléseként.